# Шлифер, Шлойме Михелевич
Шлойме Михелевич (Соломон Михайлович) Шлифер (23 декабря 1889, Смела, Черкасский уезд, Киевская губерния, Российская империя (современная Черкасская область, Украина) — 27 марта 1957, Москва, СССР) — главный раввин Москвы с 1943 года.

## Биография
Родился в семье раввина Александрии, Херсонской губернии. Учился в городе Лида у основателя движения Мизрахи Ицхака Якова Райнеса.
В 1913 году назначен раввином местечка Вороново Виленской губернии, в том же году назначен духовным раввином в своём родном городе Александрии.
В 1922 переселился в Москву. С 1922 по 1931 был секретарём и членом московского раввината. В 1931 году в период религиозных преследований обвинялся в спекуляции и был вынужден из-за этого отойти от общинной жизни.
В 1941 году эвакуировался в Ташкент.
В 1943 году назначен на должность раввина Московской хоральной синагоги (предыдущий раввин Ш.-Л. Я. Медалье был расстрелян в апреле 1938 г.).
2 апреля 1944 года Шлифер принял участие в состоявшемся в Москве третьем митинге Еврейского антифашистского комитета, на котором выступил с речью и вошел в состав комитета. С 1946 г. — председатель правления синагоги.
Под руководством Шлифера переиздан молитвенник «Сидур ашалем» с добавлением молитв за здравие советского правительства в 1956 году. В этом же году, впервые за многие годы, был издан еврейский календарь.
В 1957 году под руководством Шлифера при московской хоральной синагоге была открыта иешива «Коль Яаков», где преподавал раввин Йехуда Лейб Левин.